# جان ستيفنسون (إدارية)
جان ستيفنسون (بالإنجليزية: Jean Stevenson)‏ هي إدارية نيوزيلندية، ولدت في 1881، وتوفيت في 1948.